# Jażyniec
Jażyniec ist ein Dorf in der Gemeinde Siedlec im Powiat Wolsztyński in der polnischen Woiwodschaft Großpolen. Der Ort liegt rund sechs Kilometer südlich von Siedlec, acht Kilometer südwestlich von Wolsztyn und rund siebzig Kilometer südwestlich von Posen. Im Jahr 2021 war eine Einwohnerzahl von 484 verzeichnet.
Zur Zeit der deutschen Besetzung Polens wurde der Ort Niedermoor genannt.